# Darrel Charles Herbert Plowes
Pour les articles homonymes, voir Darrel.
Darrel Charles Herbert Plowes, né en 1925 et mort en 2016, est un botaniste sud-africain originaire du Natal.